# Słonim (stacja kolejowa)
Słonim (biał. Слонім, ros. Слоним) – stacja kolejowa w miejscowości Słonim, w rejonie słonimskim, w obwodzie grodzieńskim, na Białorusi.
Stacja istniała przed II wojną światową.